# أولاد بورحمة
أولاد بورحمة و بالحروف الاتينية (Ouled Bourahma) ، هي قرية تقع في إقليم القنيطرة الساحلي في المغرب و تبعد مركز إقليم القنيطرة 15 كم وعلى بعد 13 كم من مدينة سيدي يحيى الغرب كما أنها على مقربة من الطريق الوطنية الرابطة بين المدينتين المذكورتين، وهذه المنطقة توجد بها مدرستين، مدرسة لتعليم الابتدائي اسمها م.م عبد اللطيف العيماني، ومدرسة إعدادية تأسست سنة 2006 و أطلق عليها اسم ثانوية الأخوة الإعدادية، كما يوجد بهذه المنطقة الحي الصناعي الذي دشن من طرف الملك محمد السادس سنة 2011 للمرة الأولى وسنة 2015 في المرة الثانية.